# 砷酸铵
砷酸铵是一种无机化合物，化学式为(NH4)3AsO4。它可由氨和砷酸的浓溶液反应得到，反应析出三水合物的无色晶体。加热时放出氨。
它和其它砷化合物一样，被归为一类致癌物，可能对人类致癌。
砷酸铵存在多种酸式盐，如砷酸二氢铵和砷酸氢二铵。